# Strait Country
Strait Country è il primo album in studio del cantante di musica country statunitense George Strait, pubblicato nel 1981.

## Tracce
1. Unwound – 2:24 (Dean Dillon, Frank Dycus)
2. Honky Tonk Downstairs – 2:31 (Dallas Frazier)
3. Blame It on Mexico – 2:45 (Darryl Staedtler)
4. If You're Thinking You Want a Stranger (There's One Coming Home) – 2:55 (Blake Mevis, David Wills)
5. I Get Along with You – 2:40 (Dillon, Dycus, Murray F. Cannon, Raleigh Squires, Jimmy Darrell)
6. Down and Out – 2:23 (Dillon, Dycus)
7. Friday Night Fever – 2:27 (Dillon, Dycus, Mevis)
8. Every Time You Throw Dirt on Her (You Lose a Little Ground) – 3:05 (Michael Garvin, Tom Shapiro)
9. She's Playing Hell Trying to Get Me to Heaven – 2:39 (Dillon, Wills, Charles Quillen)
10. Her Goodbye Hit Me in the Heart – 3:02 (Dillon, Dycus)